# Juanma Herzog
Juanma Herzog, pseudonimo di Juan Manuel Herzog González (Santa Cruz de Tenerife, 13 maggio 2004), è un calciatore spagnolo, difensore del Las Palmas.

## Caratteristiche tecniche
È un difensore centrale.

## Carriera
Juanma Herzog è cresciuto nel settore giovanile del Las Palmas, con cui ha debuttato il 21 ottobre 2023 nell'incontro di Coppa del Re vinto 3-0 contro il Manacor. Il 13 gennaio 2024 ha esordito anche in Primera División, realizzando anche la sua prima rete nel 3-0 al Villarreal.

## Statistiche

### Presenze e reti nei club
Statistiche aggiornate al 19 ottobre 2024.
| Stagione        | Squadra             | Campionato      | Campionato | Campionato | Coppe nazionali | Coppe nazionali | Coppe nazionali | Coppe continentali | Coppe continentali | Coppe continentali | Altre coppe | Altre coppe | Altre coppe | Totale | Totale | Totale |
| Stagione        | Squadra             | Comp            | Pres       | Reti       | Comp            | Pres            | Reti            | Comp               | Pres               | Reti               | Comp        | Pres        | Reti        | Pres   | Reti   |        |
| --------------- | ------------------- | --------------- | ---------- | ---------- | --------------- | --------------- | --------------- | ------------------ | ------------------ | ------------------ | ----------- | ----------- | ----------- | ------ | ------ | ------ |
| 2023-2024       | Las Palmas Atlético | SF              | 23         | 0          |                 | -               | -               |                    | -                  | -                  |             | -           | -           | 23     | 0      |        |
| 2023-2024       | Las Palmas          | PD              | 4          | 2          | CR              | 3               | 0               |                    | -                  | -                  |             | -           | -           | 7      | 2      |        |
| 2024-2025       | Las Palmas          | PD              | 5          | 0          | CR              | 3               | 0               |                    | -                  | -                  |             | -           | -           | 5      | 0      |        |
| Totale carriera | Totale carriera     | Totale carriera | 32         | 2          |                 | 3               | 0               |                    | -                  | -                  |             | -           | -           | 35     | 2      |        |